# Ramakrishna

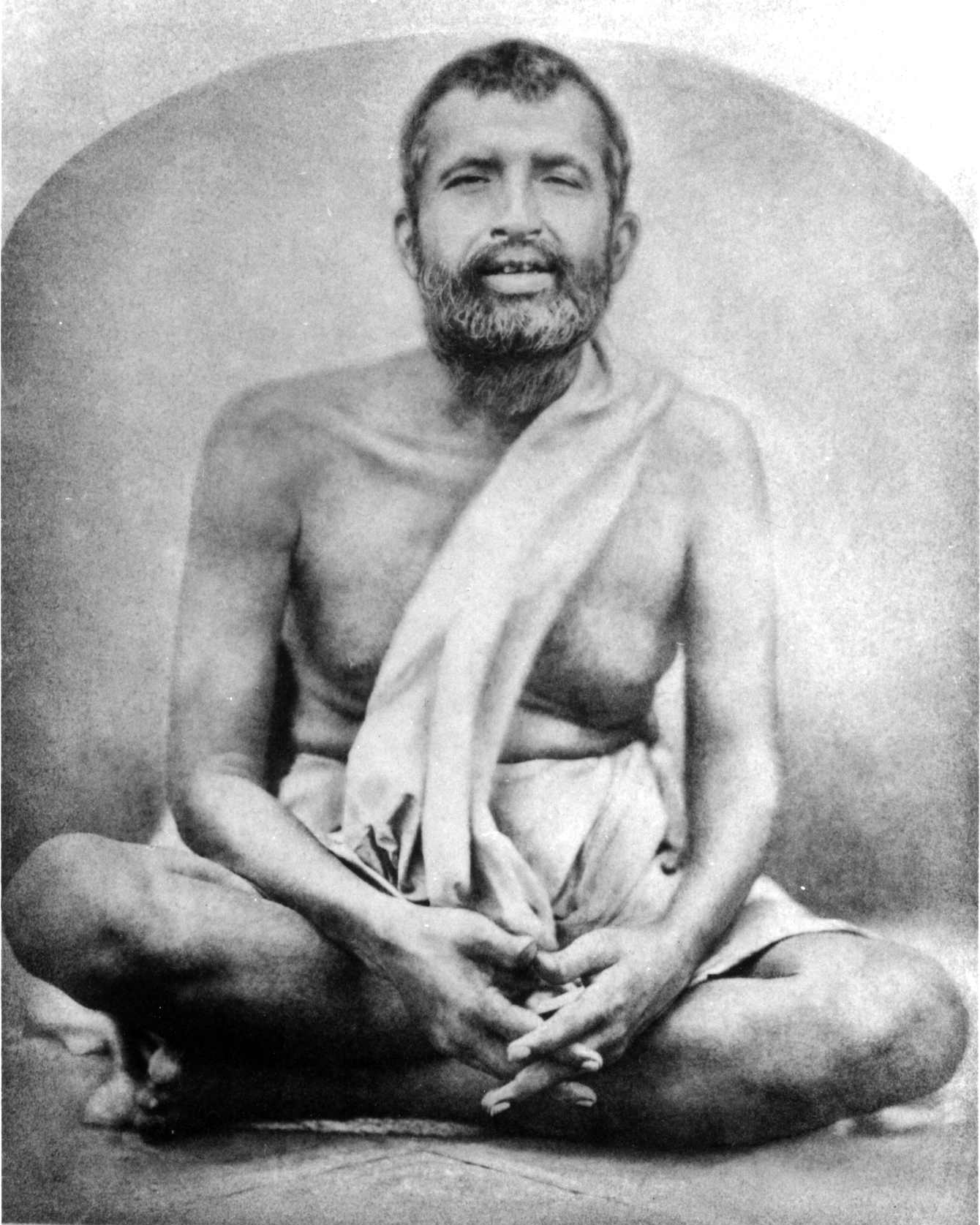
Ramakrishna

Ramakrishna, născut Gadadhar Chattopadhyay, (n. 18 februarie 1836, Kamarpukur⁠(d), Goghat II community development block⁠(d), Dominația Companiei britanice a Indiilor Orientale în India⁠(d), Imperiul Britanic – d. 16 august 1886, Kolkata, India Britanică) a fost unul dintre cei mai mari guru și filozofi mistici indieni ai secolului al XIX-lea. Adepții săi l-au considerat un avatar.

## Biografie
Ramakrishna s-a născut în data de 18 februarie 1836 într-o familie de brahmani săraci din districtul Kamarpukur, regiunea Bengal din India. Se spune că încă de la nașterea sa s-au manifestat anumite semne divine. Astfel, tatăl său, aflându-se în templul lui Vishnu, simte o lumină ciudată în întreaga atmosferă și are viziunea unei entități care prezice nașterea unui copil divin.
Se spunea că încă de copil Ramakrishna răspândea un fel de fascinație asupra celor din jur. Deși nu manifesta interes pentru școală, era interesat de viețile și caracterele sfinților și eroilor spirituali.
Ramakrishna trăiește prima experiență extatică încă de la șase ani. Privind la cer a văzut niște imagini deosebite și cade într-un fel de transă, încât este găsit de niște persoane în stare de aparentă inconștiență. Această tendință de a intra în extaz s-a intensificat odată cu înaintarea în vârstă. Moartea tatălui său când avea șapte ani nu a făcut decât să adâncească introspecția sa și să sporească detașarea sa față de lume.
Când Sri Ramakrishna avea șaisprezece ani, fratele său, Ramkumar, l-a adus la Kolkata pentru a-l ajuta în profesia sa de preot. În 1855, Templul Dakshineswar Kali lângă Kolkata, construit de Rani Rasmani, a fost sfințit, iar Ramkumar a devenit preotul șef al acestui templu. Când acesta a murit câteva luni mai târziu, Ramakrishna a fost numit preot în locul său și și-a petrecut marea parte a vieții la acest templu din Dakshineswar. 

Ramakrishna a dezvoltat o devoțiune intensă față de Mama Divină Kali și petrecea ore întregi adorând cu dragoste imaginea ei, uitând de ritualurile care reveneau funcției sale de preot. Dorința sa intensă a culminat cu viziunea Mamei Kali ca o strălucire fără margini care învăluia totul în jurul său. Astfel, Ramakrishna povestește:
„Într-o zi, eram pradă unei dureri de nesuportat, încât mi se părea că mi se răsucește inima ca o rufă udă. Mă sfâșia ideea că nu avusesem încă niciodată în viață viziunea realității spirituale pe care o intuiam când, o emoție teribilă m-a cuprins....Mi-am pierdut apoi cunoștința și am căzut. Cum a trecut acea zi și următoarea, nu mai știu deloc. Mă simțeam ca și cum în interiorul meu se legăna un ocean de beatitudine inefabilă și până în cele mai adânci cute ale ființei mele eram conștient de prezența continuă a Eternei Mame Cosmice.”

Starea de extaz divin a lui Sri Ramakrishna a alarmat rudele sale din Kamarpukur, iar aceștia l-au căsătorit cu Sarada (ulterior cunoscută și ca "Holy Mother", Mama Sfântă), o fată din satul vecin Jayrambati. Neafectat de căsătorie, Sri Ramakrishna s-a adâncit și mai intens în practicile spirituale. Ulterior, Ramakrishna a venerat-o pe Sarada ca pe Mama Divină în camera sa de la templul din Dakshineswar.
Renumele lui Sri Ramakrishna ca un sfânt iluminat a început să se răspândească. În acele zile, mișcarea socio-religioasă cunoscută sub numele de Brahmo Samaj era în plină popularitate în Bengal. Sri Ramakrishna a intrat în contact cu mai mulți lideri și membri ai Brahmo Samaj și a exercitat o mare influență asupra lor. Învățătura sa despre armonia religiilor a atras oameni care aparțineau diferitelor denominații.
Intensitatea vieții sale spirituale și neobosita îndrumare spirituală dată nenumăraților căutători spirituali și-au pus amprenta asupra sănătății lui Sri Ramakrishna. A dezvoltat cancer la gât în 1885. A fost mutat într-o casă din suburbiile Kolkatei, unde discipolii săi tineri l-au îngrijit zi și noapte. În primele ore ale zilei de 16 august 1886, Sri Ramakrishna și-a părăsit trupul fizic, rostind numele Mamei Divine, și a trecut în Eternitate.

## Maeștrii săi
Impulsionat de o puternică dorință interioară de a experimenta diferite aspecte ale lui Dumnezeu, Ramakrishna a avut mai mulți maeștri care au aparținut unor căi spirituale diferite. Cu ajutorul lor, el a urmat diverse căi descrise în scripturile hinduse și L-a realizat pe Dumnezeu prin fiecare dintre ele. Primul dintre ei a fost o femeie remarcabilă, Bhairavi Brahmani, adeptă a tehnicilor tantrice.
Ramakrishna parcurge cu succes drumul spiritual propus de aceasta, reușind chiar să aibă trăiri speciale. Trei ani mai târziu a venit un călugăr rătăcitor numit Totapuri, sub îndrumarea căruia Sri Ramakrishna a atins acea concentrare mentală numită de yoghini nirvikalpa samādhi, cea mai înaltă experiență spirituală menționată în scripturile hinduse.
Despre aceasta, marele yoghin mărturisește:

„Universul se stinge. Spațiul însuși nu mai există. Mai întâi umbrele estompate ale ideilor continuă să mai plutească pe fundalul obscur al minții. Singura, slaba conștiință a Eu-lui se repetă, monotonă. Apoi și aceasta se pierde în Realitatea Sinelui Suprem. Orice dualism se șterge. Spațiul finit și spațiul infinit nu mai sunt decât unul. Dincolo de cuvinte, dincolo de gândire, am realizat Absolutul.”

De asemenea, Ramakrishna experimentează spiritual cele cinci atitudini prefigurate de tradiția Vaishnava Bhakti: śānta, atitudinea pacifistă; dāsya, umilința servitorului; sakhya, postura unui prieten; vātsalya, sentimentul mamei față de copil și madhura, atitudinea femeii față de iubitul ei. Astfel, sub îndrumarea lui Jatadhari, un guru vaishnava, practică așa-numita vātsalya bhāva. Își manifestă, sub o formă maternă, adorația față de o imagine din metal a lui Rama copil (Ramlālā).

## Discipoli
Precum albinele roiesc în jurul unei flori deplin înflorite, tot așa discipolii au început să vină la Sri Ramakrishna. El i-a împărțit în două categorii. Prima a constat în non-monahi (householders). Ramakrishna i-a învățat cum să Îl realizeze pe Dumnezeu în timp ce trăiesc în lume și își îndeplinesc îndatoririle familiale. Cea de-a doua categorie, a fost o grupare de tineri educați, în mare parte din familii de clasă mijlocie din Bengal, pe care i-a instruit să devină călugări și să fie purtătorii de torțe ai mesajului său către omenire. Ramakrishna le-a insuflat dragoste unul pentru celălalt și, astfel, a pus bazele pentru viitoarea frăție monastică cunoscută sub numele de Ramakrishna Math. Cel mai important dintre aceștia a fost Narendranath, cunoscut ulterior ca Swami Vivekananda.
Pe când avea doar 18 ani, Swami Vivekananda îl întreabă pe Ramakrishna: „Domnule, l-ați văzut pe Dumnezeu?”. La răspunsul afirmativ al maestrului, Vivekananda își exprimă îndoiala. Ulterior, devine unul dintre cei mai remarcabili discipoli ai lui Ramakrishna, ajungând la experimentarea unor stări profunde de meditație și devenind unul dintre maeștrii care au contribuit la răspândirea sistemului yoga în lumea occidentală. El a dus mesajul universal al Vedantei în diferite părți ale lumii, a revitalizat hinduismul și a trezit sufletul Indiei. 
Un alt mare discipol al lui Ramakrishna a fost Swami Shivananda, alături de care a stat și Mircea Eliade în timpul călătoriei sale prin India.

## Mesajul său religios
Activitatea sa a avut un puternic impact într-o Indie în care spiritul credinței se afla într-un oarecare con de umbră.
Ramakrishna nu a pretins că a adus ceva nou, ci doar că a continuat opera predecesorilor săi și mai ales a textelor sacre la care s-a raportat în mod constant.
De asemenea, nu a contrazis niciuna din religiile existente susținând că fiecare „cale” dacă este urmată cu perseverență permite atingerea scopului ultim pe care și-l propun toate religiile, și anume accesul către divinitate. Astfel că, în afară de dedicarea către cultul lui Rama, Krishna, Kali și altor zeități fundamentale din panteonul hindus sau de practicarea unor doctrine și căi precum yoga Advaita Vedanta sau Tantra, Ramakrishna a studiat și practicat islamul și creștinismul.
Mesajul lui Sri Ramakrishna către lumea modernă, pe care l-a transmis prin viața sa și prin conversațiile sale înregistrate, poate fi pe scurt formulat astfel: 
- Scopul vieții umane este realizarea Realității Ultime care singură poate oferi omului împlinire supremă și pace veșnică. Aceasta este esența tuturor religiilor.
- Realitatea Ultimă este una; dar este personală, precum și impersonală, și este indicată prin diferite nume (cum ar fi Dumnezeu, Ishvar, etc.) în diferite religii.
- Realitatea Ultimă poate fi realizată prin diverse căi arătate în religiile lumii. Toate religiile sunt adevărate în măsura în care duc la același Scop final.
- Puritatea minții este o condiție esențială pentru atingerea Realității Ultime; puritatea reală înseamnă eliberarea de dorința pentru experiențe lumești și dorința de posesiune. Observanțele exterioare au doar o importanță secundară.
- Prin practici spirituale, omul poate depăși tendințele sale rele, iar harul divin poate salva chiar și pe cel mai mare păcătos. Prin urmare, nu ar trebui să ne gândim mereu la greșelile noastre trecute, ci ar trebui să dezvoltăm o perspectivă pozitivă asupra vieții, depinzând de Dumnezeu pentru toate.
- Realizarea lui Dumnezeu este posibilă pentru toți. Non-monasticii (householders) nu trebuie să renunțe la lume; dar ar trebui să se roage sincer, să practice discriminarea între ceea ce este Etern și ceea ce este efemer și să rămână neatașați. Dumnezeu ascultă rugăciunile sincere. Dorința intensă (vyakulata) este secretul succesului în viața spirituală.
- Dumnezeu se află în toți oamenii, dar manifestarea acestei Divinități interioare variază de la o persoană la alta. În oamenii sfinți există o mai mare manifestare a lui Dumnezeu. Femeile sunt manifestări speciale ale Mamei Divine a Universului și, ca atare, trebuie tratate cu respect.
- Întrucât Dumnezeu se află în toți oamenii, ajutorarea celor nevoiași ar trebui făcută nu din milă (care este o atitudine de condescendență), ci ca o slujire umilă adusă lui Dumnezeu.
- Egoismul, cauzat de ignoranță, este cauza de bază a tuturor suferințelor.
- Viața este o expresie a creativității spontane (Lila) a lui Dumnezeu. Plăcerea și durerea, succesul și eșecul etc., trebuie suportate cu răbdare, iar omul ar trebui să se supună voii lui Dumnezeu în orice împrejurare.[9]